# رودي بورغس
رودي بورغس (بالإنجليزية: Rudy Burgess)‏ هو لاعب كرة قدم أمريكية أمريكي، ولد في 19 سبتمبر 1984 في بروكلين في الولايات المتحدة.

## وصلات خارجية
- رودي بورغس على موقع مرجع كرة القدم المحترفة.كوم (الإنجليزية)